# Жоржи Карлуш Фонсека
Жоржи Карлуш ди Алмейда Фонсека (на португалски: Jorge Carlos de Almeida Fonseca; ˈʒɔɾʒɨ ˈkaɾluʒ dɨ alˈmejdɐ fõˈsekɐ) е юрист и политик от Кабо Верде от партията Движение за демокрация, президент на страната.

## Биография
Роден е на 20 октомври 1950 г. в Минделу. Завършва право в Лисабонския университет. След независимостта на Кабо Верде от Португалия е главен директор по емиграцията (1975 – 1977) и главен секретар на външното министерство (1977 – 1979). От 1982 до 1990 г. живее в Лисабон, където преподава право в университета.
След премахването на еднопартийния режим в Кабо Верде той е външен министър в първото правителство на Втората република (1991 – 1993). През 2001 г. се кандидатира неуспешно за президент като независим кандидат. През 2011 г. отново е кандидат, издигнат от Движението за демокрация и на 21 август е избран за президент на Кабо Верде. Встъпва в длъжност на 9 септември.